# Zębacz długi
Zębacz długi (Anarrhichthys ocellatus) – gatunek morskiej ryby okoniokształtnej z rodziny zębaczowatych (Anarhichadidae), jedyny przedstawiciel rodzaju Anarrhichthys. 

## Występowanie
Ryby z tego gatunku występują na stosunkowo rozległym obszarze północnego Pacyfiku, od Morza Ochockiego, Morza Japońskiego, Aleutów, po Imperial Beach w południowej Kalifornii.

## Budowa
Długość ciała wynosi do 240 cm, zaś jego masa do 18,4 kg. Mają mocne głowy i duże płetwy piersiowe. Ciało długie i cylindryczne. Płetwa grzbietowa długości ciała, z 218–250 elastycznymi promieniami chrzęstnymi. Płetwa odbytowa także długa, zawiera w sobie od 180 do 233 promieni chrzęstnych. Brak płetw brzusznych. Występuje pojedyncza para nozdrzy. Zęby ostre. Linia boczna dość dobrze rozwinięta. Brak pęcherza pławnego.

## Tryb życia
A. ocellatus są na ogół spokojne, niesprowokowane nie atakują. Zazwyczaj chowają się w skalnych szczelinach. Prowadzą nocny tryb życia.

## Pożywienie
Ich dietę stanowią głównie małże, skorupiaki i mniejsze ryby. Nie gardzą też jeżowcami.

## Znaczenie gospodarcze
Zębacz długi jest rybą jadalną.